# Тур — Париж
Тур — Париж (фр. Tours-Paris) — шоссейная однодневная велогонка, проходящая во Франции.
Гонка была проведена всего два раза. Её дистанция проходила из Тура в Париж, по обратному маршруту классической гонки Париж — Тур. Победителями оба раза стали бельгийские велогонщики — Шарль Дерёйтер в 1917 и Филипп Тис в 1918, который годом ранее выиграл Париж — Тур.
В период с 1974 по 1987 год по аналогичному маршруту и фактически под таким же названием проводилась гонка Париж — Тур.

## Призёры
| Год  | Победитель     | Второй        | Третий       |
| ---- | -------------- | ------------- | ------------ |
| 1917 | Шарль Дерёйтер | Андре Ноэль   | Шарль Жузере |
| 1918 | Филипп Тис     | Шарль Мантеле | Жорж Сере    |